# Опротестування векселя
Опротестування векселя — офіційно засвідчена (нотаріусом чи судовим виконавцем) вимога здійснення встановлених законодавством про вексельний обіг дій за векселем і свідчення про їх невиконання. Протест засвідчує відхилення від законодавчо встановленого порядку обігу векселя і про настання певних правових наслідків.
Згідно із законодавством багатьох країн, до опротестованого векселя застосовується прискорена процедура судочинства та стягнення. Оформляється складанням акту про протест векселя. Причинами протесту можуть виступати: відмова платника від оплати векселя (протест в неоплаті); відмова платника від акцепту векселя (протест в неакцепті); відмова акцептанта проставити дату акцепту (протест в недатуванні акцепту); відмова депозитарія векселя від видачі його власнику (протест у неврученні). Найбільш розповсюдженими є протест в неоплаті та неакцепті векселя.
Женевська система вексельного права передбачає наявність певних строків здійснення протесту: для протесту в неакцепті — до строку, визначеного для пред'явлення до акцепту, але не пізніше полудня наступного дня; для протесту в неплатежі — в один із двох робочих днів після дати платежу за векселем. Протест в неакцепті звільняє від пред'явлення векселя для платежу і від протесту у неплатежі. Векселедержатель, якому відмовлено в платежі чи акцепті протягом встановленого періоду подає вексель нотаріусу за місцем знаходження платника (або третьої особи, якій доручено здійснити оплату векселя). В той же день нотаріус пред'яєвляє вимогу платежу (акцепту) боржнику. Якщо до 12 години наступного дня платник виплачує суму боргу (акцептує вексель), то нотаріус повертає йому вексель без вчинення протесту. Якщо ж у вказаний термін платіж (акцепт) не поступить, нотаріус протестує вексель шляхом внесення запису в текст векселя помітки про неплатіж (неакцепт), спеціальний реєстр та складанням акту про протест, в якому має міститись наступна інформація: дані про особу, проти якої висувається протест (протестата); вказівка на безуспішну пропозицію оплатити (акцептувати) вексель; місце і дата подання протесту; підпис посадової особи, що здійснює протест; печатка установи, яка здійснює протест. Акт разом з векселем вручається векселедержателю, який оплачує витрати на здійснення протесту, що включають державне мито, спеціальний збір за здійснення нотаріальних дій, канцелярські, поштові, транспортні витрати тощо. У випадку коли боржник не виявить бажання зустрічатись з нотаріусом, не допустить його до себе в кабінет чи квартиру, або коли місцезнаходження платника невідоме, а також проти неіснуючих, фіктивних фірм здійснюється символічний протест. Уникнути витрат на протест векселя можна і шляхом вчинення на ньому надпису «оборот без витрат», « без протесту», або рівнозначному.
В англо-американській системі вексельного права, протест здійснюється лише для векселів, виставлених чи таких, що будуть оплачені за кордоном (іноземних векселів). Для внутрішніх векселів протест заміняє процедура нотифікації.